# Ateliers d'art de France
 (juin 2015).
Ateliers d'art de France est le syndicat professionnel français des métiers d'art, créé en 1868. Il fédère plus de 6 000 artisans d'art, artistes et manufactures d'art à travers la France.

## Historique
En 1868, des professionnels des métiers d'art fondent la Chambre syndicale de la céramique et de la verrerie. Devenue en 1937 la Chambre syndicale de la céramique d'art, elle prend en 1984 son nom définitif de Syndicat des ateliers d'art de France.  
En 1949, la chambre syndicale organise le premier Salon des arts appliqués professionnels, qui prend l'année suivante le nom de Salon des ateliers d'art. Ce salon se déroule à la Porte de Versailles deux fois par an, et s'ouvre à sa troisième édition à l'ensemble des métiers d'art.
En 1995, le groupe Blenheim, par la suite racheté par Reed Expositions, et Ateliers d'art de France fusionnent leurs salons respectifs pour créer le salon MAISON&OBJET. Son organisation est confiée à la SAFI, filiale d'Ateliers d'Art de France et de Reed Expositions France. Copropriétaire du salon MAISON&OBJET, Ateliers d'art de France est propriétaire et organisateur de deux autres salons : le Salon international du patrimoine culturel qui se tient au Carrousel du Louvre et Révélations, la biennale des métiers d’art et de la création qui prend place au Grand Palais.  
En 2011, Ateliers d'art de France crée deux instances : la Fondation Ateliers d'art de France et l'UNMA, l'Union nationale des métiers d'art qui rassemble plusieurs associations professionnelles du secteur des métiers d'art.
En janvier 2018, une pétition est lancée par Ateliers d’art de France et l’UNMA. Adressée au ministère du Travail, elle demande la construction d’une branche professionnelle de métiers d’art comme condition nécessaire de la pérennité économique des professionnels des métiers d’art.

## Lettre ouverte
En 2016, les onze associations les plus importantes qui se consacrent à la sauvegarde du patrimoine français font connaître d'une même voix, leur expérience et leur analyse prospective aux Français et à leurs élus que le Patrimoine est une richesse et une chance. Elles formulent dans une lettre ouverte publiée[Quand ?] sous forme d'ouvrage vingt-deux propositions pour une gouvernance améliorée, une transmission simplifiée et une gestion économique et durable du patrimoine.